# Nunn (Mondkrater)
Nunn ist ein Einschlagkrater auf der Mondrückseite.
Der Krater wurde 1973 von der IAU nach dem US-amerikanischen Ingenieur Joseph Nunn offiziell benannt.